# جی چو
جی چو (انگلیسی: Jay Chou؛ زاده ۱۸ ژانویهٔ ۱۹۷۹) هنرپیشه، خواننده و کارگردان اهل تایوان است.
از فیلم‌هایی که وی در آن نقش داشته است، می‌توان نفرین گل طلایی، مخفی، افسانه واقعی، زنبور سبز، اکنون مرا می‌بینی ۲ و پاندای کونگ‌فوکار ۳ را نام برد.